# Татарбунарская оросительная система
Татарбунарская оросительная система — мелиоративная система на территории Белгород-Днестровского, Измаильского и Болградского районов (Одесская область).

## История
Татарбунарская оросительная система была построена в 1962—1975 годы.

## География
Общая площадь орошаемых земель — 31,7 тыс. га. Поверхность мелиорированного массива — пологоволнистая лёссовая равнина, где выделяются два уровня: северный — коренное водораздельное плато (абсолютные отметки поверхности достигают 70-80 м), расчленённое густой речной сетью, ярами и балками, а также южный — древние (верхнеплиоценовые) террасы. Почвенный покров представлен чернозёмами южными мицелярно-карбонатными, сформированными на лёссовых суглинках.
Источник питания системы — река Дунай, вода из которого подводится по водозабору системы по Межколхозному и Дунайскому каналам. Три главные насосные станции (1-го, 2-го и 3-го подъёмов) обеспечивают последовательную перекачку воды с Дунайского канала в Дракулевское водохранилище, а также подачу воды на орошаемые территории. Протяжённость внутрихозяйственной сети — 466,3 км, в том числе открытой — 347 км. К природоохранным мероприятиям, которые осуществляются на территории системы, относятся: обустройство дренажа на участках с близким залеганием грунтовых вод (на площади около 4 тыс. га), регулирование поливного режима, гипсование, чередование отвальной и безотвальной вспашки, прочее.
Орошаемые земли используются для выращивания технических, кормовых и овощных культур, многолетних насаждений.